# Parní pila

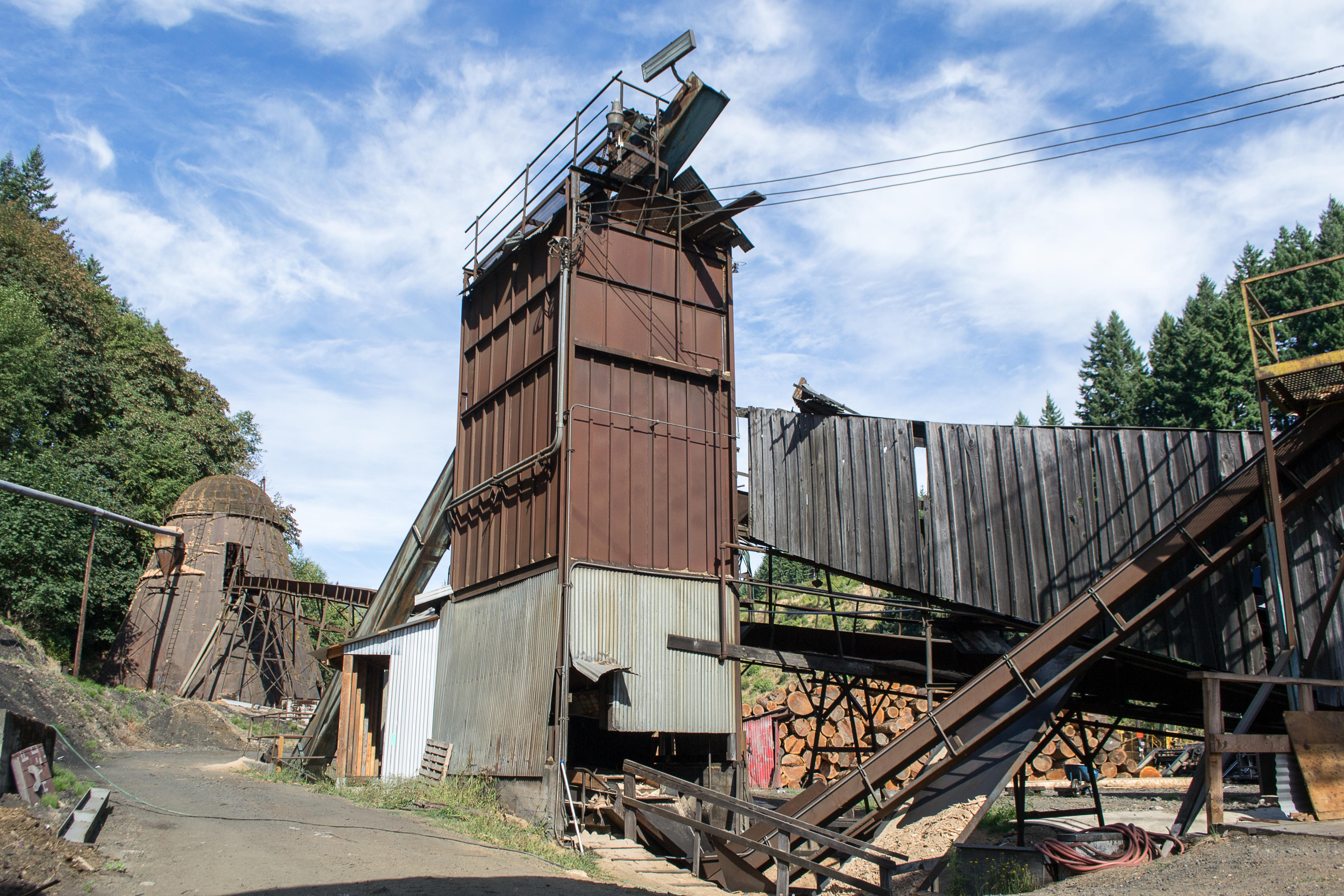
Parní pila v Oregonu

Parní pila je závod na zpracování dřeva, poháněný parním strojem.
Parní pily byly budovány od druhé poloviny 19. až do prvních desetiletí 20. století.
Obvykle se jednalo o výrobní halu s pilami, poháněnými  mechanicky náhonem od hlavního transmisního hřídele, procházejícího celou budovou. Na jedné straně haly byla umístěna kotelna a strojovna s parním strojem. Ten poháněl hřídel a tím i všechny stroje. Jako palivo byl využíván dřevěný odpad pily, především piliny.